# Camera obscura
Camera obscura (tiếng Latin nghĩa là "phòng tối") là một thiết bị quang học dẫn đến nhiếp ảnh và máy ảnh chụp ảnh. Thiết bị bao gồm một hộp hoặc căn phòng với một lỗ ở một bên. Ánh sáng từ một cảnh bên ngoài đi qua các lỗ và chiếu vào một bề mặt bên trong, nơi nó được sao chép với hình ảnh ngược lại, nhưng với màu sắc và cảnh được giữ nguyên. Các hình ảnh có thể được chiếu lên giấy, và sau đó có thể được truy xuất một đại diện chính xác cao. Các buồng tối lớn nhất trên thế giới là vào Constitution Hill ở Aberystwyth, xứ Wales.
Vào thế kỉ 5 trước công nguyên, nhà triết học Trung Quốc Mặc Tử nhận thấy khi ánh sáng đi qua lỗ trống vào một vùng tối có thể tạo ra ảnh đảo ngược và ảnh tập trung. Mặc Tử là người đầu tiên khai thác hiện tượng này để tạo ảnh đảo ngược. Vào thế kỉ 14 trước công nguyên, Aristote cung đề cập đến nguyên lý này. Ông miêu tả quan sát nhật thực một phần vào năm 330 trước công nguyên bằng cách nhìn ảnh của Mặt Trời chiếu qua khoảng trống giữa lá cây. Vào thế kỉ thứ 10, học giả người Ả Rập Idn al-Haytham (Alhazen) cũng viết về việc quan sát nhật thực qua lỗ trống. Ông cũng miêu tả khả năng làm cho hình ảnh rõ nét hơn khi thu nhỏ lỗ trống. Triết gia người Anh Roger Bacon viết về quang lý năm 1267 trong luận "Perspectiva". Vào thế kỉ 15, các họa sĩ và các nhà khoa học sử dung hiện tượng này trong việc quan sát. Đầu tiên, người quan sát phải đi vào trong một phòng có một lỗ trống trên tường. Ở phía tường đối diện, người quan sát có thể nhìn thất ảnh đảo ngược. Tên gọi camera obscura, tiếng La-tin cho "phòng tối", ra đời từ ứng dụng đầu tiên này. Thuật ngữ này được đặt bởi nhà toán học, thiên văn học Johannes Kepler trong cuốn "Ad Vitellionem pallipparalipomena" vào năm 1604.